# Игнатиус, Ханнес
Ха́ннес Игна́тиус (фин. Hannes Ignatius; 8 октября 1871, Гельсингфорс — 3 марта 1941, Хельсинки) — генерал-майор оборонительных сил Финляндии и активный сторонник независимости Финляндии.

## Биография
Родился 3 октября 1871 года в Гельсингфорсе в семье фенномана и сенатора Карла Фердинанда Игнатиуса и Аманды Кристины Бергман. С 1885 года по 1892 год получал военное образование в Финляндском кадетском корпусе, а с 1896 года по 1899 год обучался в Николаевской академии Генерального штаба в Санкт-Петербурге.
С 1892 года по 1901 год проходил службу в Финском драгунском полку. В 1900 году ему было присвоен чин капитан. После упразднения вооружённых сил Великого княжества Финляндского Ханнес Игнатиус занимался бизнесом с 1901 года по 1917 год. Во время Первой мировой войны был видным членом Военного комитета, стремившегося к независимости Финляндии. Ханнесу Игнатиусу сначала присвоили звание полковника, а затем в 1918 году генерал-майора. Во время гражданской войны в Финляндии воевал на стороне Белофиннов. С 18 февраля до 6 мая 1918 года занимал должность генерал-квартирмейстера, а с мая 1918 по июнь 1918 года служил в качестве начальника штаба[какого?]. 
В 1919 году разработал план строительства оборонительных укреплений на Карельском перешейке (предтеча будущей «Линии Маннергейма»), который, однако, был отклонён.
Во время Советско-финской войны (1939—1940) Ханнес Игнатиус вновь занимал должность начальника штаба вооружённых сил Финляндии.
Ханнес Игнатиус был председателем издательского комитета Suomen Vapaussota 1918 (Война за независимость Финляндии). В 1918 году написал книгу «Густав Маннергейм». Скончался 3 марта 1941 года в Хельсинки.